# Elveszett jelentés
Az Elveszett jelentés (Lost in Translation) Sofia Coppola 2003-ban bemutatott romantikus filmdrámája.
A Japánban játszódó kedves, romantikus történet az időeltolódás hatásaitól szenvedő és a nyelvi elszigeteltségtől időlegesen magányossá vált, rövid időre egymásra találó fiatal amerikai nő és középkorú férfi honfitársa váratlanul kialakuló barátságáról, már-már szerelméről szól. A nézők pedig törhetik a fejüket, mi az a szó vagy mondat, esetleg gondolat, aminek a jelentése elveszett az angol nyelvvel birkózó, néha nem teljesen tökéletes japán alkalmi tolmácsok erőfeszítései közben. Vagy talán nem is ott.
A film a The Guardian brit napilap szakújságírói által 2010-ben összeállított minden idők legjobb filmjei lista romantikus film kategóriájában a 15. helyen szerepel.

## Szereplők

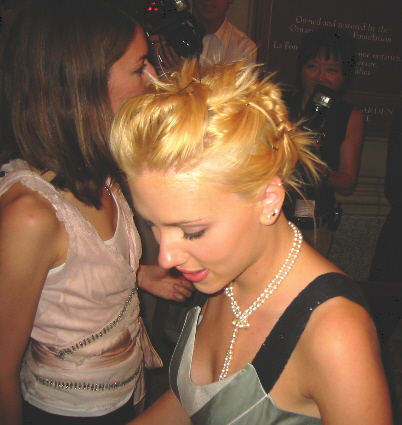
Scarlett Johansson a bemutatón, a Torontói Filmfesztiválon, 2003-ban

| Karakter              | Színész            | Magyar hang (2004) | Magyar hang (2022–2023) |
| --------------------- | ------------------ | ------------------ | ----------------------- |
| Bob Harris            | Bill Murray        | Epres Attila       | Epres Attila            |
| Charlotte             | Scarlett Johansson | Haumann Petra      | Nagy Katica             |
| Lydia Harris (hangja) | Nancy Steiner      | Makay Andrea       | Erdős Borcsa            |
| John                  | Giovanni Ribisi    | Barát Attila       | Bergendi Áron           |
| Kelly                 | Anna Faris         | Szávai Viktória    | Kardos Eszter           |
| Premium Fantasy gésa  | Nao Asuka          | Báthory Orsolya    |                         |
| Ms. Kawasaki          | Akiko Takeshita    |                    | Nagy Edit               |
| Jazzénekesnő          | Catherine Lambert  |                    | Kovács Olga             |
| Charlie               | Fumihiro Hayashi   | Karácsonyi Zoltán  |                         |

## A történet
A híres amerikai színész Bob Harris Japánba utazik egy whiskeyreklámfilm felvételére. Nehezen birkózik meg az időeltolódással és a nyelvi nehézségekkel egyaránt. Ugyanabban a szállodában száll meg, ahol egy fiatal amerikai nő, Charlotte, akinek férje reklámfotósként kapott kicsit hosszabb, kéthetes munkát Japánban.
Bob mulatságosnak, néha egyenesen groteszknek látja az amerikai gyökerű kereskedelem-központú kultúra Japánra adoptált változatát. Mintha a prototípus másolása közben ugyanaz a nyelvi nehézség okozott volna zavart néha, mint amit Bob állandóan tapasztal megérkezése óta. De lassan rá kell jönnie, az exportált globalizált portéka amerikai eredetijével lehet valójában a legfőbb probléma, nem a japán változatával. Az csak annyiban furcsa, hogy olyasvalami karikatúrájának látszik, ami önmagában is groteszk. Csak azt mindeddig ugyanúgy megszokta, hisz beleszületett, mint a japánok a japán változat furcsaságait, ami csak a külföldieknek szembetűnő és mulatságos.
Kevésbé elszigetelt környezetben minden hasonlóságuk ellenére az életkori különbségek miatt talán sosem kerültek volna közel egymáshoz. De egyik éjjel az alig enyhülő, időeltolódás okozta álmatlanságuk összehozza őket a szálloda bárjában. Mivel a férjnek vidékre kellett utaznia, együtt járják be a várost. Egyik este pedig Charlotte elhívja a férfit régi japán barátai bulijába.
Közben akaratlanul is egyre inkább belelátnak egymás életébe, elégedetlenségébe, magányába, titkolt elszigetelődésébe. A nő megpróbál valami útmutatást vagy legalább vigaszfélét kiszedni az idősebb, tapasztaltabbnak látszó férfiből, de annak egyetlen biztatása csupán annyiból áll, hogy ne aggódjon, előbb-utóbb úgyis beleszokik az életbe. De közben észre sem veszik, mennyire közel kerültek egymáshoz. A férfi még egy ostobácska, fiataloknak szánt show-műsorban is vállal egy fellépést, csak hogy oka legyen még pár nap maradásra. De a búcsúzásnál már óhatatlanul visszazökkennek saját kultúrájukban szokásos, beléjük nevelt, távolságtartó modorosságaikba. A reptérre indulva a férfiben hirtelen tudatosodik ennek fonáksága is. Épp amikor véletlenül és váratlanul megpillantja a nőt a tömegben, megállíttatja a szálloda autóját, és utánaered, hogy a köztük kialakult kapcsolatnak megfelelően, a konvenciókat felrúgva a valódi érzelmeiknek megfelelően vegyen búcsút tőle.

## A forgatási helyszínek

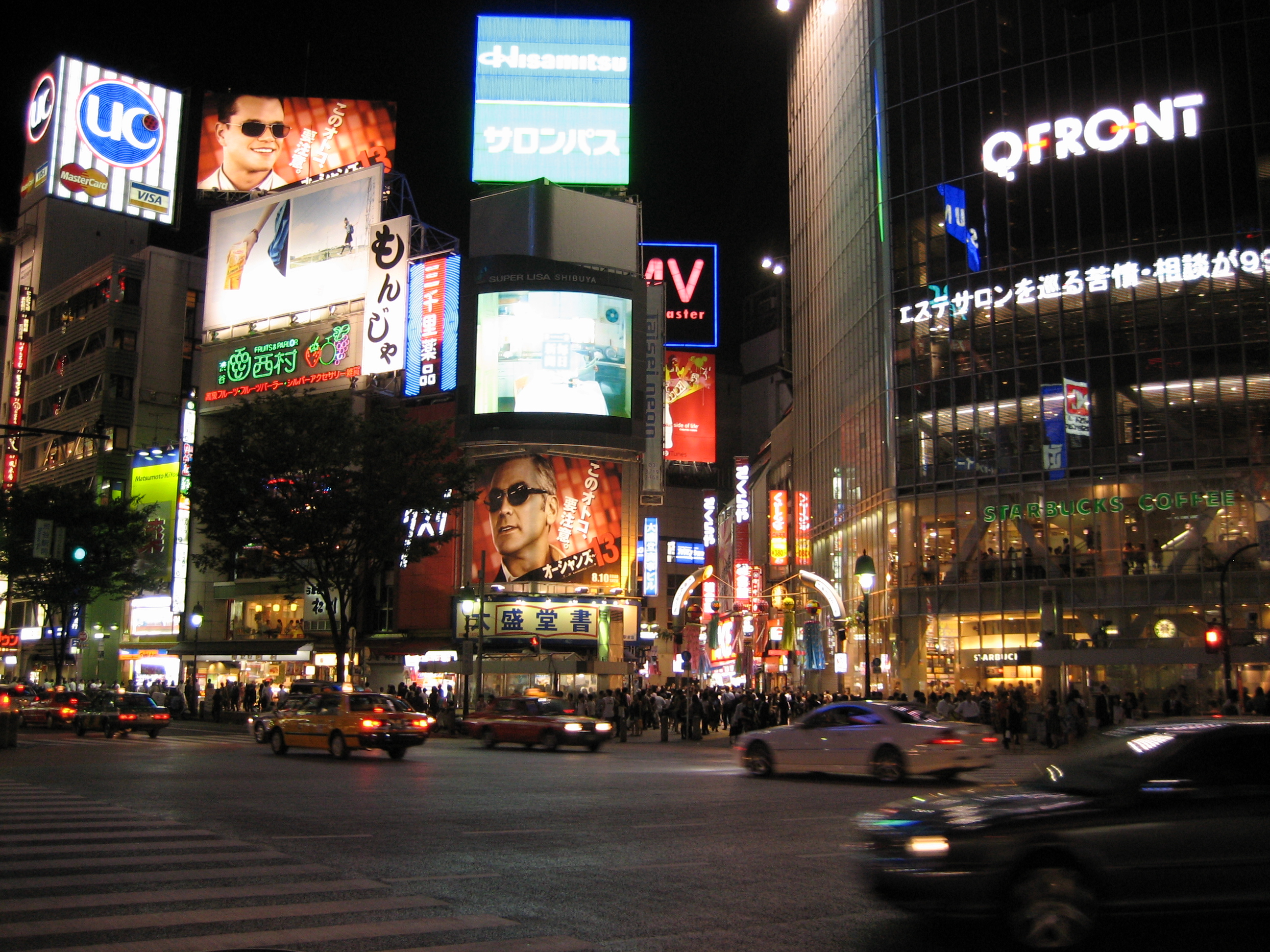
Shibuya (pár évvel később, 2007-ben)

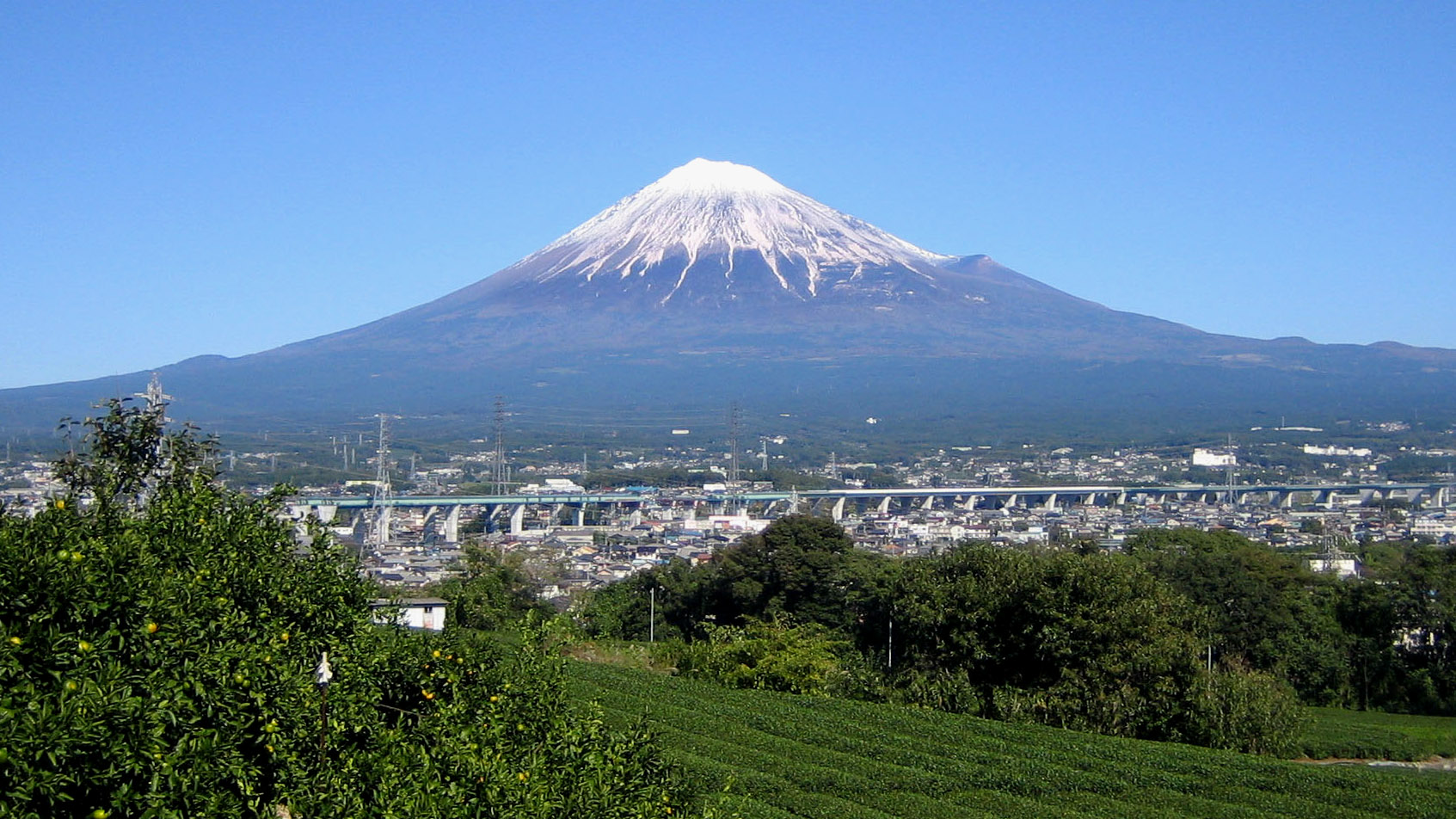
A Fudzsi hegy (pár évvel később, 2010-ben)

- Park Hyatt Tokyo szálloda, Tokió. A szálloda New York bárja.
- Heian Shrine, Kiotó
- Shibuya kereszteződés, Shibuya-ku, Tokió
- Ryoan-Ji Templom, Kiotó-shi, Kiotó
- Rainbow Bridge, Minato, Tokió
- Shinjuku, Tokió
- Omotesando vasútállomás, Tokió
- Fudzsi hegy – Fuji-shi, Shizuoka (a vonatról nézve, illetve a golfpálya hátterében)
- Nanzen-ji Templom, Kiotó (ahol Charlotte egy fiatal, esküvői ruhás japán párral találkozik)
- Jogan-ji Templom, Tokió (ahová Charlotte néz be pár pillanatra)
- Karaoke-kan, Shibuya, Tokió (Bob és Charlotte barátaival a karaokebárban)
- Shabu-zen, Shibuya, Tokió (egy ún. shabu-shabu étterem, ahová Bob és Charlotte együtt tért be)
- Kawaguchiko Country Club, Fujikawaguchiko, Yamanashi (Bob a filmben a golfpálya a 2. lyukától indult, South Nine)
- Az Orange Night Club jelenetet valójában az A.P.C. Harajuku Underground áruházban vették fel
- A nyugodt helyként megjelenő üzlet sem egy igazi üzlet, hanem a Hysteric Glamour irodája volt Sendagayában
- Sushi étterem, Daikanyama – Sushiya no Ichikan, Shibuya, Tokió (sushiétterem, ahol Bob és Charlotte szintén együtt ebédel)

## Érdekességek
- A film felvételei 2002. szeptember 29. és november 8. között készültek.
- A forgatókönyvet Sofia Coppola önéletrajzi elemek felhasználásával készítette el. Húszas éveiben egy ideig Japánban élt. A film főszereplője is hasonló korú a forgatókönyv szerint, bár Scarlett Johansson a forgatáskor valójában jóval fiatalabb, még csak 17 éves volt.

John (Giovanni Ribisi) és Kelly (Anna Faris) alakját is volt férjéről, Spike Jonze filmrendezőről, illetve az őt elcsábító Cameron Diazról mintázta.
Ahogy a filmben Bobnak Charlotte, annak idején Sophia Coppolának Fumihiro Hayashi, a legendás DUNE divatmagazin főszerkesztője mutatta meg Tokió másik arcát. Sophia Coppola akkoriban, az 1990-es években, akárcsak Charlotte férje, divatfotósként dolgozott náluk. Hayashi a filmben Charlie szerepét játszotta.
- Sofia Coppola Bob szerepére eleve Bill Murray-t képzelte el. Olyannyira, hogy nyilatkozata szerint valószínűleg a film nem készült volna el, ha a színész nem vállalja a szerepet. Ennek ellenére egészen a forgatás napjáig nem lehetett teljesen biztos benne, hogy meg fog jelenni, ugyanis csak szóban egyeztek meg.
- A Suntory whisky egy létező japán márka, és reklámfilmjeiben valóban amerikai hírességek szerepelnek. „Az egyik ilyenben Francis Ford Coppola, a film egyik executive producere is feltűnik, mely később lányát, Sofia Coppolát inspirálta az Elveszett jelentés című filmje megírásában. A film középpontjában egy amerikai színész áll, akivel egy Suntory-reklámot forgatnak Tokióban.”
- A whiskyreklám felvételének jelenetében Bill Murray több híres színész stílusát imitálja. De Charlie Chaplin hasonló, emlékezetes jelenetét az Egy király New Yorkban (A King in New York, 1957) természetesen nem.
- A rajongók találgatásának tárgya lett, hogy mit súgott Bob Charlotte fülébe a befejező jelenetnél. Erre a talányra az alkotók és a színészek is rájátszottak később. Azonban a jelenetet nézve kétséges, hogy egyáltalán súgott-e valamit. Valószínűbbnek tűnik, hogy nem.

## Filmzene
Sofia Coppola elmondása szerint a filmhez azokat a dalokat válogatta, amiket a forgatókönyv írása közben hallgatott, és így a hangulatát befolyásolták. Ez a filmzene-válogatás az egyik leghíresebb és legsikeresebb lett. A CD 2003. szeptember 9-én jelent meg az Emperor Norton Records kiadásában.
| #   | Cím                                                | Szerző                               | Előadó                                                       | Hossz         |
| 1.  | Intro/Tokyo                                        |                                      |                                                              | 0:34          |
| 2.  | City Girl                                          | Kevin Shields                        | Kevin Shields                                                | 3:48          |
| 3.  | Fantino                                            | Sébastien Tellier                    | Sébastien Tellier                                            | 3:12          |
| 4.  | Tommib                                             | Tom Jenkinson                        | Squarepusher                                                 | 1:20          |
| 5.  | Girls                                              | Tim Holmes, Richard McGuire          | Death in Vegas                                               | 4:26          |
| 6.  | Goodbye                                            | Shields                              | Kevin Shields                                                | 2:32          |
| 7.  | Too Young                                          | Phoenix                              | Phoenix                                                      | 3:18          |
| 8.  | Kaze wo Atsumete                                   | Takashi Matsumoto, Haruomi Hosono    | Happy End                                                    | 4:06          |
| 9.  | On the Subway                                      | Roger J. Manning Jr., Brian Reitzell | Brian Reitzell és Roger J. Manning Jr.                       | 1:10          |
| 10. | Ikebana                                            | Shields                              | Kevin Shields                                                | 1:38          |
| 11. | Sometimes                                          | Shields                              | My Bloody Valentine                                          | 5:19          |
| 12. | Alone in Kyoto                                     | Jean-Benoît Dunckel, Nicolas Godin   | Air                                                          | 4:47          |
| 13. | Shibuya                                            | Manning, Reitzell                    | Brian Reitzell és Roger J. Manning Jr.                       | 3:26          |
| 14. | Are You Awake?                                     | Shields                              | Kevin Shields                                                | 1:35          |
| 15. | Just Like Honey                                    | James McLeish Reid, William Reid     | The Jesus and Mary Chain                                     | 11:02         |
| 16. | More Than This (A CD-n a 15. utáni, rejtett szám.) | Bryan Ferry                          | Bill Murray, valamint Roger J. Manning Jr. és Brian Reitzell | 1:35          |
|     | A japán kiadásban ebben még: 50 Floors Up          | Manning, Reitzell                    | Brian Reitzell és Roger J. Manning Jr.                       | (12:58)       |
|     |                                                    |                                      | Teljes játékidőː                                             | 53:48 (65:11) |

## Díjak, jelölések
Oscar-díj (2004)

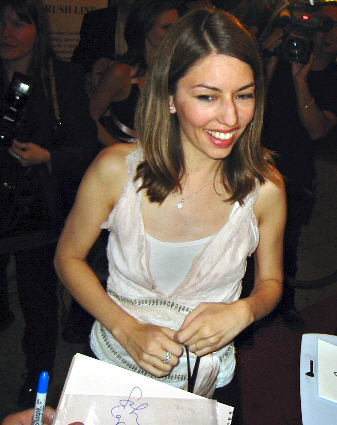
Sofia Coppola a bemutatón. Torontói Filmfesztivál, 2003

- díj: legjobb eredeti forgatókönyv – Sofia Coppola
- jelölés: legjobb film
- jelölés: legjobb rendező – Sofia Coppola
- jelölés: legjobb színész – Bill Murray

Golden Globe-díj (2004)
- díj: legjobb film (musical, vígjáték kategóriában)
- díj: legjobb színész – Bill Murray
- díj: legjobb forgatókönyv – Sofia Coppola
- jelölés: legjobb színésznő – Scarlett Johansson
- jelölés: legjobb rendező – Sofia Coppola

BAFTA-díj (2004)
- díj: legjobb színész – Bill Murray
- díj: legjobb színésznő – Scarlett Johansson
- díj: legjobb vágás – Sarah Flack
- jelölés: legjobb operatőri munka – Roberto Schaefer
- jelölés: legjobb rendező – Sofia Coppola
- jelölés: legjobb film
- jelölés: legjobb filmzene – Kevin Shields, Brian Reitzell
- jelölés: legjobb eredeti forgatókönyv – Sofia Coppola

MTV Movie Awards (2004)
- jelölés: legjobb színész – Bill Murray
- jelölés: áttörő előadást nyújtó színésznő – Scarlett Johansson

Sant Jordi-díj (2005)
- díj: legjobb külföldi színész – Bill Murray
- díj: legjobb külföldi színésznő – Scarlett Johansson

César-díj (2005)
- díj: legjobb külföldi film

Screen Actors Guild-díj (2004)
- jelölés: legjobb férfi főszereplő – Bill Murray

Independent Spirit (2003)
- díj: legjobb rendez

## Fogadtatás
- A japán nézők és a japán kritika némi nehezteléssel fogadta a filmet – ami inkább értetlenséggel vegyült, mert az ismert volt, hogy Sofia Coppola egyébként rokonszenvvel tekint az országra. Ezek szerint a japán nézők számára nem volt nyilvánvaló, hogy a film elsősorban amerikaiaknak szól, és kritikája is elsősorban Amerikára vonatkozik. Japánra legfeljebb csak annyiban, mint amennyire az az amerikai minta ázsiai változatának tekinthető.

Ennek felismerését némileg megnehezíti, hogy a film nem ad megoldást a problémára, sőt azt sugallja, hogy az elidegenedett globalizált világ megváltoztathatatlan tény, és a két főszereplő csak a különleges körülmények hatására kerül ennyire közel egymáshoz – máshol, más körülmények között semmiképpen.
John és Kelly példája viszont azt mutatja, hogy az erős céltudatosság, illetve kellő intelligenciahiány elviselhetővé, sőt kellemessé teszi ezt az elidegenedett globalizált világot is. A többieknek pedig marad a beletörődés és megszokás.
- A nézők egy része kifogásolta, hogy két nagyon jó anyagi helyzetben lévő ember szenvelgését mutatja be a film. Azonban ennek nyilvánvaló dramaturgiai funkciója, hogy egyértelműsítse, problémáikat nem az „amerikai álom” beteljesülésének elmaradása vagy késlekedése okozza, hanem maga a szintén gyakran emlegetett, úgynevezett amerikai kultúra, amerikai életforma. Feltehetően ezt a dramaturgiai célt zárja rövidre, hogy az anyagi helyzetükkel nyilvánvalóan nincs gondjuk.

Mivel mindez a filmből is kis erőfeszítéssel, könnyen kivehető, és hasonló anyagi, társadalmi helyzetű szereplőkről sikeres filmek, tévésorozatok sokasága szól, valószínűbb, hogy sokaknak inkább az „amerikai álom”, „amerikai életforma”, exportjuk hatásainak ilyen tárgyalása, részleges megkérdőjelezése nem tetszett.

## Dokumentumfilm
- Star Files (amerikai dokumentumfilm sorozat, Bill Murray-ról szóló epizód) benne pár perces werkfilmszerű rész az Elveszett jelentésről

## Hasonló
- Simon mágus (magyar játékfilm, 1999, rendezte: Enyedi Ildikó)
- Egek ura (Up in the Air, amerikai romantikus dráma, 2009, rendezte: Jason Reitman)